# Winfried Eckel
Winfried Eckel (* 1960 in Wipperfürth) ist ein deutscher Komparatist und lehrt an der Johannes Gutenberg-Universität Mainz.

## Lebenslauf
Eckel studierte Germanistik, Philosophie, Geschichte und Pädagogik an der Universität Bonn und promovierte 1993. Er war als wissenschaftlicher Assistent an der Fernuniversität in Hagen und an der Ruhr-Universität Bochum tätig. Er wurde in Bochum habilitiert. Zum Wintersemester 2005/2006 wurde er zum Professor an der Universität Mainz ernannt.

## Forschung
Die Forschung Eckels stellt die Romantik in den Mittelpunkt und analysiert das Verhältnis von Literatur und Musik.

## Veröffentlichungen
- Wendung. Zum Prozeß der poetischen Reflexion im Werk Rilkes (= Epistemata. Reihe Literaturwissenschaft. Bd. 127). Königshausen & Neumann, Würzburg 1994, ISBN 3-88479-960-6 (Zugleich: Bonn, Universität, Dissertation, 1993).
- Bild und Figur in der Lyrik des Symbolismus. Beobachtungen zu Baudelaire, Mallarmé und Rilke. In: Ralf Simon, Nina Herres, Csongor Lörincz (Hrsg.): Das lyrische Bild. Fink, München 2010, ISBN 978-3-7705-5011-1, S. 113–152.
- Lyrik und Musik. In: Dieter Lamping (Hrsg.): Handbuch Lyrik. Theorie, Analyse, Geschichte. Metzler, Stuttgart u. a. 2011, ISBN 978-3-476-02346-9, S. 180–192.